# Cospell

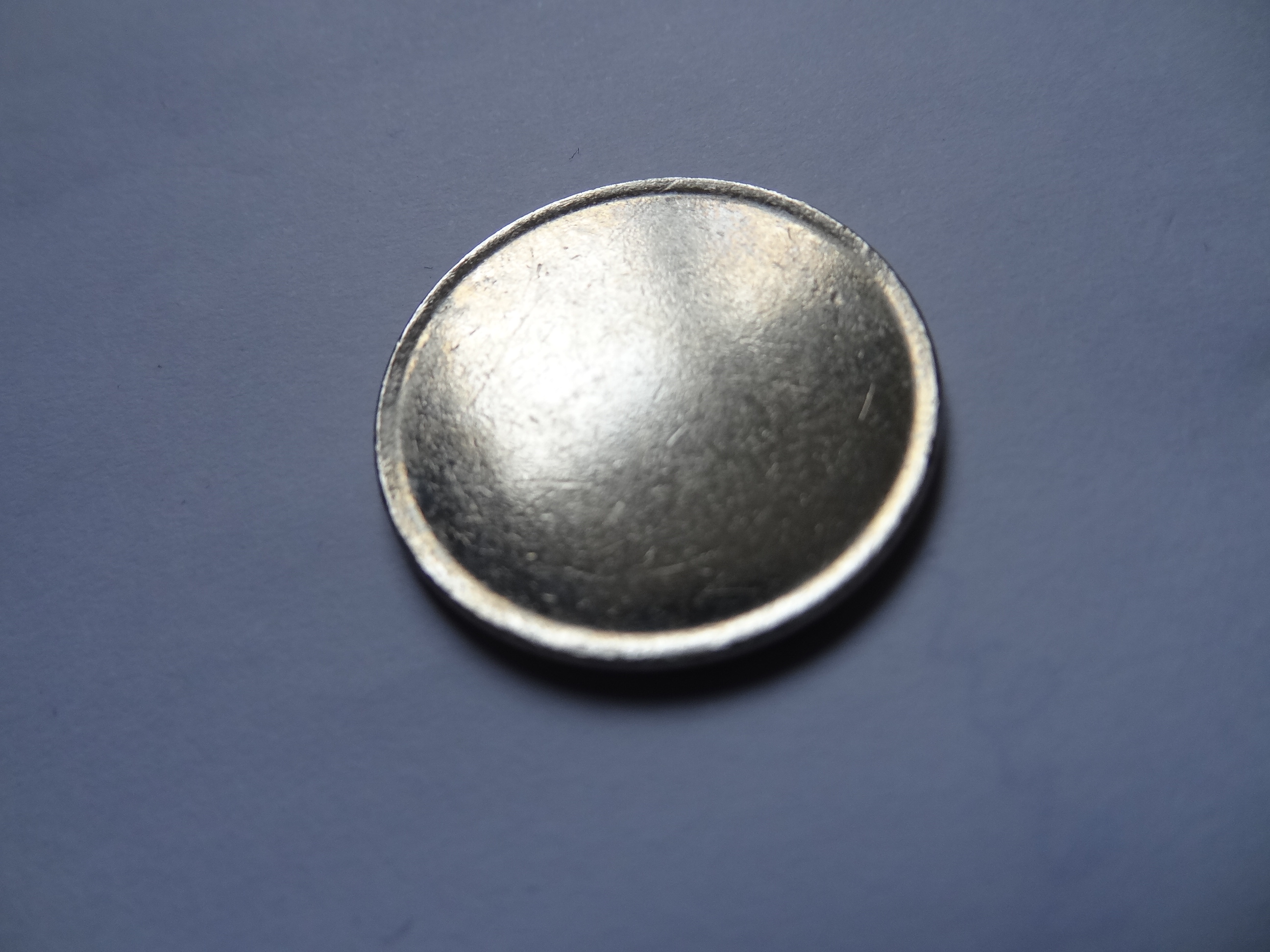
Una mostra de cospell.

Un cospell és un disc de metal que antigament s'emprava per encunyar amb un cop de martell l'anvers i el revers d'una moneda. També es diu flan, flam o flaó. Es preparava en tallar un riell fos en discs prims bruts, segons la composició de l'aliatge convingut per l'autoritat monetària.
Antigament, en lloc de cospells verges de vegades es van emprar monedes velles que es van reencunyar. En la majoria dels casos els dibuixos de la vella moneda desapareixien completament, però n'hi ha on es pot rastrejar la moneda anterior, el que és de gran ajuda en arqueologia per determinar la cronologia de les encunyacions.